# Lagutskottet (Finland)
Lagutskottet (LaU) är ett permanent utskott i Finlands riksdag som har till uppgift att behandla ärenden som gäller allmän lag, i praktiken främst frågor i anknytning till familje-, kvarlåtenskaps-, associations-, obligations- och sakrätt, straff- och processrätt samt allmänna domstolar och förvaltnings- och specialdomstolar. Vidare behandlar utskottet frågor som gäller militär rättsvård, fångvård samt tryck- och mötesfrihet. Det består i likhet med övriga permanenta fackutskott av 17 medlemmar och 9 ersättare.